# نورا محمد صالح
نورا محمد صالح (مواليد 1989) هي لاعبة شطرنج إماراتية، حاصلة على لقب الاتحاد الدولي للشطرنج للسيدات (WIM) في عام 2009، وفازت بـ بطولة الإمارات للشطرنج [الإنجليزية] أربع مرات (2008، 2010، 2011، 2016)، والفائزة بالميدالية الذهبية في أولمبياد الشطرنج للسيدات في عام 2006.

## سيرتها
شاركت نورا في بطولة الدول العربية للشطرنج في مختلف الفئات العمرية: في عام 2005 فازت بالفئة العمرية للفتيات تحت 16 سنة، وفي عام 2007 حصلت على المركز الثاني في الفئة العمرية للفتيات تحت 18 وفي عام 2009 فازت بالفئة العمرية للفتيات تحت 20 سنة. فازت عدة مرات ببطولة الإمارات للشطرنج للسيدات (2008، 2010، 2011، 2016). وفي عام 2011 فازت ببطولة الشطرنج الدولية للسيدات وكأس الشارقة الدولي.
لعبت للإمارات في أولمبياد الشطرنج للسيدات:
- في عام 2006، حصلت على المركز الثالث في أولمبياد الشطرنج السابع والثلاثين (سيدات) في تورينو (+6، =2، -0) وفازت بالميدالية الذهبية الفردية.
- في عام 2008، حصلت على المركز الأول في أولمبياد الشطرنج الثامن والثلاثين (سيدات) في درسدن (+3، =3، -5).
- في عام 2010، حصلت على المركز الأول في أولمبياد الشطرنج التاسع والثلاثين (سيدات) في خانتي مانسييسك (+2، =4، -5).
- في عام 2012، حصلت على المركز الأول في أولمبياد الشطرنج الأربعين (سيدات) في إسطنبول (+4، =1، -6).

كما لعبت مع منتخب الإمارات في بطولة الشطرنج الآسيوية للسيدات (2016)، وفي بطولة الشطرنج في الألعاب الآسيوية (2006)، وبطولة الألعاب العربية للشطرنج (2007). وفي عام 2009، حصلت صالح على لقب الماستر الدولي للمرأة (WIM) من الاتحاد الدولي للشطرنج.

## وصلات خارجية
- نورا محمد صالح على موقع الاتحاد الدولي للشطرنج (الإنجليزية)
- نورا محمد صالح على موقع مباريات الشطرنج (الإنجليزية)
- نورا محمد صالح على موقع 365Chess.com (الإنجليزية)
- نورا محمد صالح على موقع Chesstempo.com (الإنجليزية)
- نورا محمد صالح سجل أولمبياد الشطرنج للسيدات على موقع OlimpBase.org (الإنجليزية)